# Polskie Biuro Ubezpieczycieli Komunikacyjnych
Polskie Biuro Ubezpieczycieli Komunikacyjnych (PBUK) – organizacja zakładów ubezpieczeń, które na terytorium Polski prowadzą działalność ubezpieczeniową w zakresie obowiązkowego ubezpieczenie OC posiadaczy pojazdów mechanicznych. Przynależność do PBUK jest obowiązkowa i rozpoczyna się z dniem uzyskania od organu nadzoru zezwolenia na wykonywanie działalności ubezpieczeniowej.
Zgodnie z zasadami Systemu Zielonej Karty PBUK pełni funkcję Biura Narodowego reprezentującego Polskę w Systemie i będącego członkiem Rady Biur.
Zadania PBUK:
- wystawianie dokumentów ubezpieczeniowych, certyfikatów tzw. Zielonych Kart, ważnych w innych krajach Systemu Zielonej Karty;
- zawieranie z Biurami Narodowymi z innych państw Systemu umów o wzajemnym uznawaniu dokumentów ubezpieczeniowych;
- organizowaniem likwidacji szkód lub bezpośrednią likwidacją szkód spowodowanych na terytorium Polski przez posiadaczy pojazdów mechanicznych zarejestrowanych za granicą posiadających ważne dokumenty ubezpieczeniowe (Zielone Karty) wystawione przez zagraniczne Biura Narodowe.

Polskie Biuro Ubezpieczycieli Komunikacyjnych jest instytucją wykonującą zadania określone w ustawie o ubezpieczeniach obowiązkowych, Ubezpieczeniowym Funduszu Gwarancyjnym i Polskim Biurze Ubezpieczycieli Komunikacyjnych,